# Tipula unimaculata
Tipula unimaculata är en tvåvingeart som först beskrevs av Friedrich Hermann Loew 1864.  Tipula unimaculata ingår i släktet Tipula och familjen storharkrankar. Inga underarter finns listade i Catalogue of Life.